# Vui vẻ

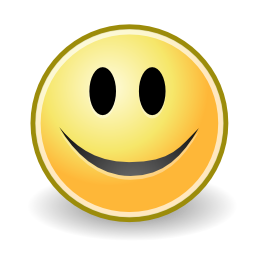
Mặt cười

Vui vẻ (hay vui) là trạng thái cảm xúc hưởng thụ niềm vui, hạnh phúc và tích cực, đặc biệt là trong các hoạt động giải trí. Vui vẻ là một trải nghiệm ngắn hạn, thường là bất ngờ, không chính thức, thư giãn não và nói chung là không có mục đích. Nó thường thể hiện bằng sự mất tập trung nhưng gây thú vị, chuyển hướng cả tâm trí và cơ thể từ bất kỳ việc nghiêm trọng sang việc khác. Vui vẻ không chỉ có khi vui chơi giải trí mà còn trong quá trình làm việc, tham gia xã hội và thậm chí trong hoạt động bình thường của cuộc sống hàng ngày. Nó thường có ít hoặc không có cơ sở hợp lý. Ý kiến về việc một hoạt động nào đó gây thú vị, theo mỗi người là khác nhau. Có sự khác nhau giữa thích thú và vui vẻ. Thích thú thường yêu cầu cao hơn về hoạt động, nhưng có thể nói rõ nguyên nhân thích thú. Còn vui vẻ thì mang tính tự phát nhiều hơn, vui tươi và chủ động hơn. Trải nghiệm vui vẻ có sự tác động của tâm sinh lý.

## Tâm lý
Các nghiên cứu tâm lý cho thấy tầm quan trọng của niềm vui và ảnh hưởng của nó đến nhận thức về thời gian, đôi khi khoảng thời gian được nhận thức được cho là bị rút ngắn khi một người vui vẻ.